# John Gloag
John Gloag (n. 10 august 1896 – d. 17 iulie 1981) a fost un scriitor englez în domeniul designului și arhitecturii mobilierului. Gloag a scris și romane științifico-fantastice și fantastice istorice. Gloag a servit împreună cu Gărzile galeze în timpul Primului Război Mondial și a fost trimis acasă după ce a fost intoxicat grav cu gaz.

## Scrieri inginerești
Artifex, sau Viitorul meșteșugurilor (1926), parte a seriei To-day and To-morrow, a fost un pamflet al lui Gloag care a discutat despre relația dintre meșteșugul artistic și producția de masă.
A Short Dictionary of Furniture (1969) a fost o carte de referință care cuprinde istoria și tipurile de mobilier din secolul al X-lea până în anii 1960.

## Romane
Primul roman science-fiction al lui Gloag, Tomorrow's Yesterday (1932), a fost inspirat de opera lui H.G. Wells și a prietenului lui Gloag, Olaf Stapledon. Tomorrow's Yesterday este o satiră care înfățișează o rasă de oameni-pisici din viitorul îndepărtat care observă societatea umană. În The New Pleasure (1933) o pudră care crește mult simțul mirosului provoacă o tulburare socială. Winter's Youth (1934) se învârte în jurul unei tehnologii de longevitate, care cade în mâinile unui politician corupt, cu consecințe sociale dezastruoase. În Manna (1940) un jurnalist descoperă un plan de a dezvolta o ciupercă care ar putea pune capăt foametei mondiale. 99% (1944) se referă la un experiment care intenționează să ofere oamenilor acces la memoria rasei lor.
Mai târziu, în cariera sa, Gloag a scris romane fantastice istorice: Caesar of the Narrow Seas (1969), The Eagles Depart (1973) și Artorius Rex (1977). Artorius Rex se concentrează asupra Regelui Arthur și a lui Sir Kay.

## Lucrări de ficțiune

### Romane
- Tomorrow's Yesterday (1932)
- The New Pleasure (1933)
- Winter's Youth (1934)
- Sweet Racket (1936)
- Ripe for Development (1936)
- Sacred Edifice (1937, ediție revăzută, 1954)
- Documents Marked Secret (1938)
- Unwilling Adventurer (1940)
- Manna (1940)
- I Want An Audience (1941)
- Mr. Buckby is Not at Home (1942)
- 99% (1944)
- In Camera (1945)
- Kind Uncle Buckby (1946)
- All England At Home (1949)
- Not in the Newspapers (1953)
- Slow (1954)
- Unlawful Justice (1962)
- Rising Suns (1964)
- Caesar of the Narrow Seas (1969)
- The Eagles Depart (1973)
- Artorius Rex (1977)

### Povestiri
- It Makes a Nice Change (1938)
- First One and Twenty (1946)
- Take One a Week: An Omnibus of Volume of 52 Short Stories (1950)